# David Kafka
Pour les articles homonymes, voir Kafka (homonymie).
David Kafka (né le 2 juillet 1972 à Créteil) est un athlète français, spécialiste du 400 mètres haies.

## Biographie
Il est sacré champion de France du 400 mètres haies en 2000 à Nice.
En 1997, il décroche la médaille de bronze du relais  4 × 400 m lors des Jeux de la Francophonie en compagnie de Ousmane Diarra, Jean-Laurent Heusse et Marc Raquil.